# Freundschaft (Lied)
Freundschaft ist ein Lied des deutschen Elektropop-Duos Glasperlenspiel. Das Stück ist die dritte und letzte Singleauskopplung aus ihrem Debütalbum Beweg dich mit mir.

## Entstehung und Artwork
Geschrieben wurde das Lied von Daniel Grunenberg, David Jürgens, Katharina Löwel (Kitty Kat) und Carolin Niemczyk. Produziert wurde die Single von Ingo Politz, Mic Schröder und Bernd Wendlandt, als Koproduzent stand den dreien Grunenberg zur Seite. Gemastert wurde die Single bei TrueBusyness Mastering in Berlin unter der Leitung von Sascha Bühren, gemischt wurde die Single von Mic Schröder. Das Lied wurde unter dem Musiklabel Polydor veröffentlicht. Auf dem Cover der Maxi-Single ist – neben der Aufschrift des Künstlers und des Liedtitels – ein Bild von Glasperlenspiel zu sehen. Das Coverbild wurde von dem deutschen Fotograf Ben Wolf geschossen.

## Veröffentlichung und Promotion
Die Erstveröffentlichung von Freundschaft erfolgte am 24. August 2012 als Download-Single. Die Maxi-Single enthält neben der Singleversion auch eine Liveversion und zwei Remixversion von Freundschaft, sowie die Lieder Risiko (Akustik-Mix) und Tanzen im Regen als B-Seite. Neben der regulären Maxi-Single existiert auch eine Spezialversion, die mit den Musikvideos zu Freundschaft und Tanzen im Regen erweitert ist.
Um das Lied zu bewerben, folgten unter anderem Liveauftritte im ZDF-Fernsehgarten, bei The Dome 63 und während der ZDF-Silvesterfeier Willkommen 2013 am Brandenburger Tor.

## Inhalt
Der Liedtext zu Freundschaft ist komplett in deutscher Sprache verfasst. Die Musik und der Text wurden gemeinsam von Daniel Grunenberg, David Jürgens, Katharina Löwel und Carolin Niemczyk verfasst. Musikalisch bewegt sich das Lied im Bereich des Elektropop. Im Lied geht es um eine Freundschaft, die nicht genügend Zeit hat, wie es sich die Beteiligten wünschen. Ohne den jeweils anderen fühlen sich die Beteiligten einsam und in ihrem Spaß und Vergnügungen gehemmt.

„Ich hab euch so vermisst, ihr habt mir so gefehlt.

Habt euch lang nicht gesehen, hab so viel zu erzählen;

und wie sich die Welt heute Nacht um uns dreht.

Auf dass diese Freundschaft niemals vergeht.“

## Musikvideo
Das Musikvideo zu Freundschaft feierte seine Premiere am 9. August 2012 auf der Videoplattform MyVideo. Zu sehen ist eine Art Bandtagebuch von Glasperlenspiel während einer Tournee. Am Ende der Tour sind sie bei ihren Freunden zu Gast, mit denen sie eine Party feiern. Die Gesamtlänge des Videos beträgt 3:14 Minuten. Regie führte Jörg Kundinger. Im Juni 2014 hochgeladen, zählte das Video bis Februar 2025 über 3,9 Millionen Aufrufe auf YouTube.

## Mitwirkende
| Liedproduktion - Sascha Bühren: Mastering - Daniel Grunenberg: Gesang, Keyboard, Liedtexter, Komponist, Koproduzent - David Jürgens: Komponist, Liedtexter - Katharina Löwel: Komponist, Liedtexter - Carolin Niemczyk: Gesang, Komponist, Liedtexter - Ingo Politz: Musikproduzent - Mic Schröder: Abmischung, Musikproduzent - Bernd Wendlandt: Musikproduzent | Artwork - Jörg Kundinger: Regisseur (Musikvideo) - Ben Wolf: Fotograf (Cover) Unternehmen - Polydor: Musiklabel - TrueBusyness Mastering: Mastering - Universal Music Group: Vertrieb |

## Chartplatzierungen
Freundschaft erreichte in Deutschland Position 17 der Singlecharts und konnte sich insgesamt zwölf Wochen in den Charts halten. In Österreich erreichte die Single in fünf Chartwochen Position 47 und in der Schweiz in einer Chartwoche Position 66 der Charts.
Für Glasperlenspiel ist dies der dritte Charterfolg in Deutschland, der zweite in Österreich und der erste in der Schweiz. Erstmals konnte sich eine Single von Glasperlenspiel in allen D-A-CH-Staaten platzieren. In Österreich konnte sich bis dato keine Single länger in den Charts platzieren (Echt ebenfalls fünf Wochen).